# Héliange viola
Heliangelus viola
Espèce
Statut de conservation UICN

 LC  : Préoccupation mineure
Statut CITES
L'Héliange viola (Heliangelus viola), aussi connu en tant que Héliange violette, est une espèce de colibris de la sous-famille des Lesbiinae et de la tribu des Lesbiini.

## Distribution
L'Héliange viola est présent dans le nord-ouest du Pérou et dans le sud de l'Équateur.

Carte de répartition de l'espèce